# Grijsmaskerstormvogel
De grijsmaskerstormvogel (Pterodroma gouldi) is een vogel uit de familie van de stormvogels en pijlstormvogels (Procellariidae). Deze vogel is genoemd naar de Britse ornitholoog John Gould.

## Verspreiding en leefgebied
Deze stormvogel broedt op diverse plaatsen langs de noordkust van het Noordereiland van Nieuw-Zeeland. De vogels beginnen te broeden in februari, in de zuidelijke winter in kleine kolonies op rotsige hellingen tot op 400 m boven zeeniveau. Buiten de broedtijd zwerven de vogels rond op volle zee, zowel in de  de Grote Oceaan als in de Indische Oceaan en (minder frequent) Atlantische Oceaan tussen 25° en 50° zuiderbreedte. Hun voornaamste voedsel is pijlinktvissen.

## Status
De grootte van de populatie is in 2000 geschat op 400-600 duizend volwassen vogels. Op de Rode lijst van de IUCN heeft deze soort de status niet bedreigd.

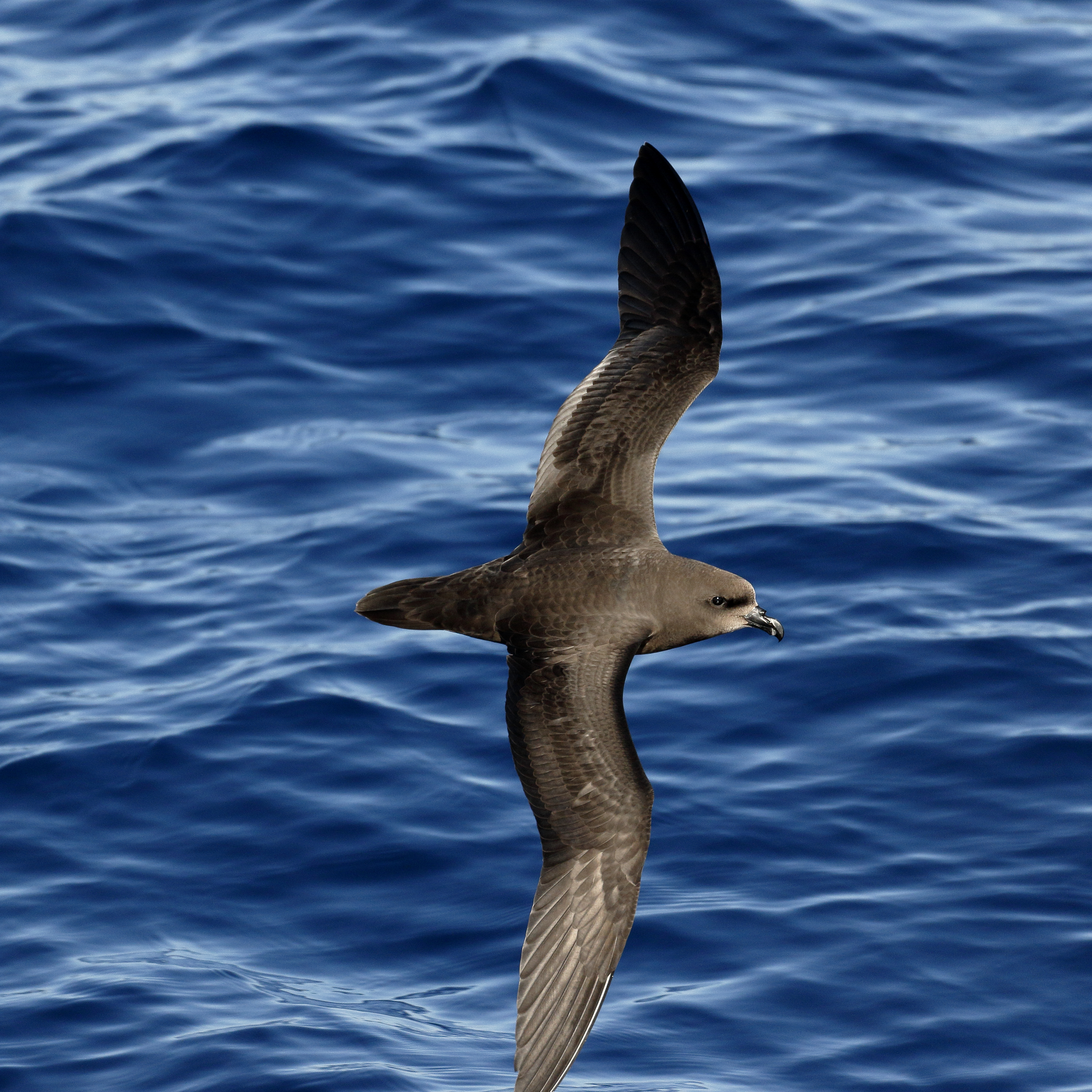